# إرفين شرودنغر
إرفين شرودنغر (بالألمانية: Erwin Schrödinger) ولد في 12 أغسطس من عام 1887 وتوفي في 4 يناير 1961م كان فيزيائي نمساوي معروف بإسهاماته في ميكانيكا الكم وخصوصا معادلة شرودنجر والتي حاز عبرها على جائزة نوبل في الفيزياء عام 1933م.
أشهر أعماله تتعلق بصياغة معادلات تستطيع وصف حالات الإلكترون الكمومية في ذرة هيدروجين، وتسمى ميكانيكا الكم. استطاع شرودنجر تفسير طيف الهيدروجين عن تطبيق نتائج معادلته الشهيرة المسماة معادلة شرودنجر على ذرة الهيدروجين وذلك في عام 1926.
وقد حلت معادلة شرودنجر بنجاح معضلة تآثر جسيمان أساسيان كموميان هما الإلكترون السالب الشحنة والبروتون الموجب الشحنة والذي يكوّن نواة ذرة الهيدروجين، تلك المسألة التي لم تنجح في حلها النظريات الكلاسيكية، حتى استطاع شرودنجر حلها بأخذه الطبيعة الغريبة للإلكترون، وهي مثنوية موجة-جسيم حيث عبـّر عن الإلكترون في معادلته كموجة وليس كجسيم، ووضع بذلك أساس الميكانيكا الموجية، استطاع شرودنجر أيضا ً تفسير النشاط الإشعاعي وحسابه بدقة كبيرة. وإلى يومنا هذا لا تزال معادلة شرودنجر من القوانين الأساسية لدى الفيزيائيين لحل وفهم كثير من الظواهر الطبيعية الكمومية، في مجال الجسيمات الذرية وتحت الذرية، أي عالم المادة في أصغر صورها وأحوالها الكمومية. استطاع العلماء حديثا بواسطتها تفسير ظاهرة التوصيل الفائق.

## سيرته

### سنواته الأولى

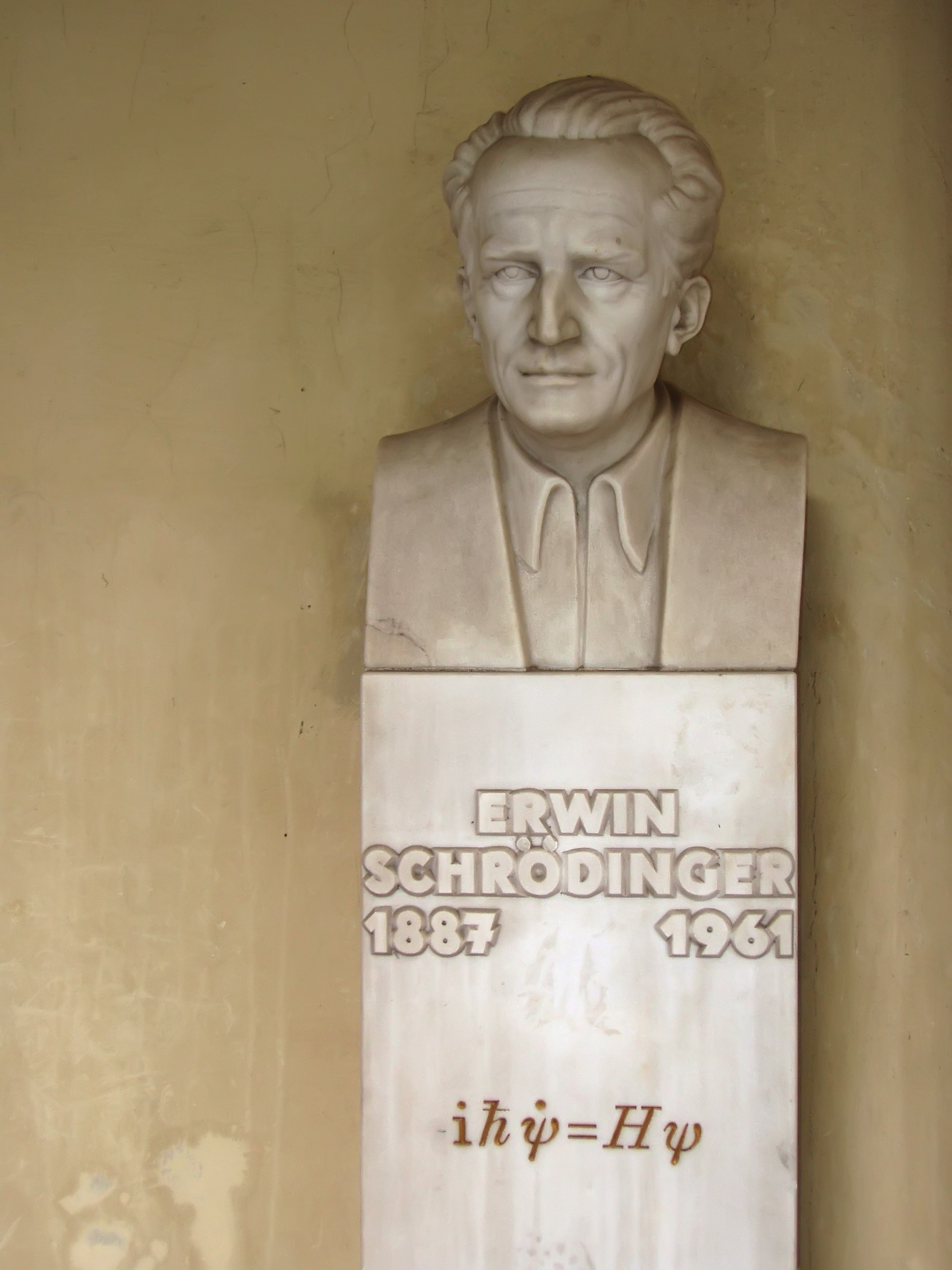
تمثال نصفي لإرفين شرودنغر في مدخل جامعة فيينا

ولد إرفين شرودنغر في 12 أغسطس عام 1887 في مدينة إيربرج، فيينا، النمسا. وكان الابن الوحيد لعالم النباتات والرسام رودولف شرودنغر (مع أنه قد تدرب للعمل كصيدلي)، وجورجيا إيميليا بيرندا شرودنغر (ني باور- ابنه الكيميائي إلكسندر باور).
كانت والدته نصف نمساوية ونصف إنجليزية. وكان والده كاثوليكي ووالدته لوثرية. وبالرغم من تربيته في بيت متدين كلوثري إلا إنه أصبح شكاكا شبه غير متدين. وعرف عنه اهتمامه الشديد بالديانات الشرقية وبالتوحيد واستخدم رموز دينية في أغلب أعماله. وآمن بأن أعماله العلمية ستقربه إلى فكرة الإله إن جاز التعبير.
تعلم اللغة الإنجليزية بسهوله خارج المدرسة بمساعدة من جدته (من طرف الأم) الإنجليزية. وفي الفترة ما بين 1906 و 1910 درس شرودنغر في فيينا على يد الفيزيائي فرانز سيرافين إكسنر (1849_1926) والفيزيائي فريدريك هايزنبور (1874_1915). وأجرى أيضا العمل التجريبي مع كارل فيلهلم فريدريك «فريتز» كولراوش.

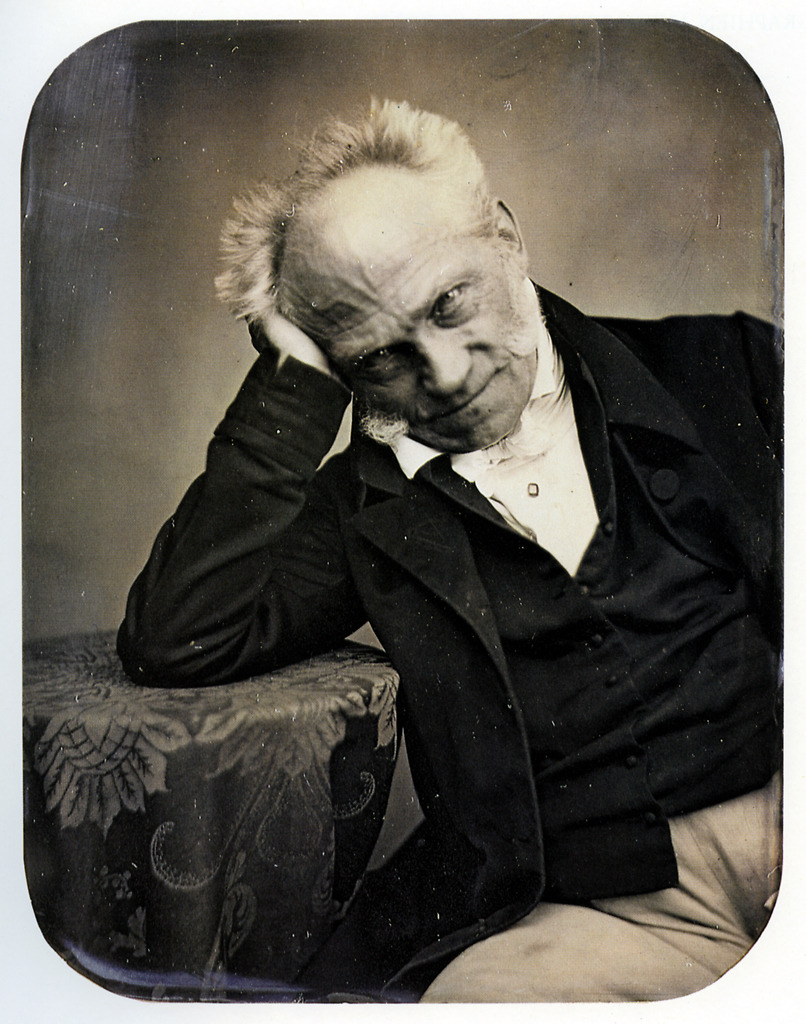
صورة للفيلسوف الألماني أرتور شوبنهاور عام 1852، والذي تأثر به بشدة شرودنغر

في عام 1911 أصبح شرودنغر مساعدا للفيزيائي إكسنر وهو ما زال في سن مبكرة، وتأثر بشدة بالفيلسوف الألماني أرتور شوبنهاور من خلال قراءة العديد من كتاباته، وبذلك وقع في حب نظرية اللون والفسفورية. وفي محاضرة له بعنوان «العقل والمادة» قال:

«إن تمدد العالم في الزمان والمكان ما هو إلا تمثيل لنا» وهذا ما كان يقوله أرتور شوبنهاور في أغلب أعماله.

### شبابه

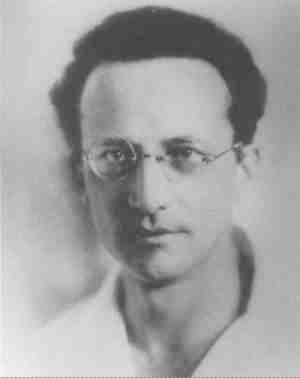
إرفين شرودنغر في شبابه

في عام 1914 استطاع إرفين شرودنغر أن ينال الهابلتيشن وهي شهادة التأهل للأستاذية (وهي أعلى درجة أكاديمية في العالم تلي درجة الدكتوراه في العديد من الدول مثل ألمانيا والنمسا وسويسرا. يتطلب في هذه الدرجة أن يقوم الشخص بكتابة أطروحة تعرف بأطروحة التأهيل يتم تقييم ومناقشة هذه الأطروحة بشكل أكثر تفصيلاً من درجة الدكتوراة). وفي الفترة بين 1914 و 1918 اشترك في الحرب العالمية الأولى وعمل كضابط مفوض في الجيش النمساوي في غوريتسيا، دوينو، سيستانا، فيينا. وفي عام 1920 أصبح مساعد للفيزيائي الألماني ماكس وين (25 ديسمبر 1866 _ 22 فبراير 1938) رئيس جامعة ينا. وفي سبتمبر 1920 حصل على منصب أستاذ مساعد (يعادل منصب القارئ في المملكة المتحدة، وأستاذ مساعد في الولايات المتحدة). وفي عام 1921 أصبح أستاذا في جامعة فروتسواف ببولندا.

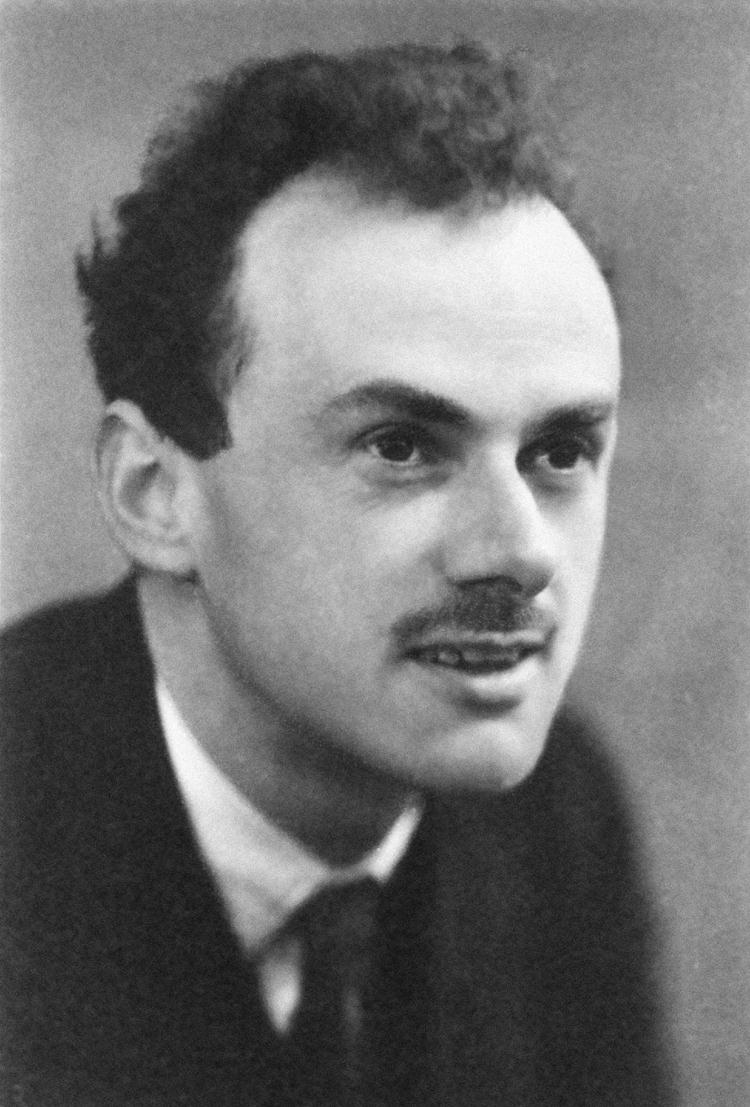
الفيزيائي البريطاني بول ديراك والذي تقاسم معه شرودنغر جائزة نوبل في الفيزياء عام 1933

وفي عام 1921 انتقل شرودنغر إلى جامعة زيورخ. ونجح في عام 1927 في مقابلة الفيزيائي الألماني وصاحب نظرية الكم ماكس بلانك في جامعة هومبولت في برلين. وفي عام 1934 قرر شرودنغر مغادرة ألمانيا لكرهه للنظام النازي العنصري وذهب إلى كلية ماغدالين، بجامعة أكسفورد. وبعد مرور وقت قصير من وصوله حصل على جائزة نوبل بالتقاسم مع الفيزيائي البريطاني بول ديراك.
ولكن عمله في أكسفورد لم يكن على ما يرام ، نتيجة علاقاته مع إمراتين والتي لم تلاقي القبول في الوسط الأكاديمي. وفي عام 1934 قام شرودنغر بإلقاء محاضره في جامعة برنستون بولاية نيو جيرسي وعرض عليه منصب دائم فيها ولكنه رفض. وواجه مشاكل كثيرة بسبب تصميمه على استمرار علاقته بكل من زوجته وعشيقته. وكان يوجد احتمال بأن يشغل منصب في جامعة ادنبره ولكن مشاكل في إقامته منعته من ذلك. وفي النهاية قبل بمنصب في جامعة غراتس بالنمسا في عام 1936 . ونجح في الحصول على كرسي في قسم الفيزياء بجامعة الله أباد بالهند.
وفي منتصف هذه المشاكل وبالتحديد عام 1935 وبعد مراسلات مع ألبرت آينشتاين أعلن عما يطلق عليه الآن التجربة الفكرية لقطة شرودنغر.

### سنواته الأخيرة
بعد أن تخرج شرودنغر من جامعة فيينا في عام 1910 عين فيها معيدا. ورغم اهتماماته النظرية فقد كان عليه تحضير التجارب المختبرية للطلاب ولم يكن راضيا عن عمله لأنه كان يرى نفسه فيزيائيا نظريا، ولكنه لم يجد عملا كهذا لذلك فقد كان مكرها على ابتلاع غروره والقيام بعمله في المختبر على أكمل وجه. ولكنه لم يكن يرى في نفسه أكثر من مجرب متوسط المهارة.
أمضى شرودنغر سنوات الحرب العالمية الأولى ضابطا في المدفعية ثم استأنف عمله الجامعي في عام 1920 مساعدا للفيزيائي فلهلم فيين الذي كان أول عالم تعرف به في عام 1905 (حين كان رئيس تحرير المجلة الفيزيائية Annalen der physik) وظهرت ألمعيتة بعد النشرات العلمية الثلاثة التي أرسلها أينشتاين عن الأثر الكهروضوئي والحركة البراونية ونظرية النسبية الخاصة. وقد قبل شرودنغر بعد ذلك تعيينه على التوالي في شتوتغارت وبرسلا قبل أن يخلف ماكس فون لو في منصب أستاذ الفيزياء في جامعة زوريخ حيث أمضى أكثر سنواته إنتاجا في كل مسيرته الأكاديمية، إذ نشر بحوثا تقنيه عن الترموديناميك والميكانيك الإحصائي والحرارة النوعية للأجسام الصلبة والطيف الذري.
وفي عام 1927 دعي شرودنغر إلى برلين بعد اعتزال الفيزيائي الألماني ماكس بلانك العمل ليصبح خلفه. وإحتفظ بهذا المنصب ست سنوات وقد حفزه اتصاله اليومي مع الباحثين المتميزين هناك حافزا قويا. ولكن في عام 1933 قرر عند استلام النازيين السلطة التخلي عن منصبه ومغادرة البلاد. ولم يكن شرودنغر يهوديا كما أنه جنسيته النمساوية لم تمنعه من التمتع بحياة رغدة وافرة لو أنه اختار التعاون من الحكومة ولكنه شك في أن يستطيع العيش في ألمانيا الهتلرية ولا سيما حين أجبر العديد بما فيهم بورن على مغادرة البلاد بسبب قوانيين النازيين العنصرية، فإستلم شرودنغر منصب زمالة أكسفورد حيث ظل يعلم مدة عامين قبل أن ينتقل إلى جامعة غراتس (Graz) في عام 1936.
وفي عام 1938 أرغمه إلحاق النمسا بألمانيا على الهرب إلى إيطاليا ومن ثم برنستون حيث أقام مؤقتا ثم أصبح بعدئذ مديرا لكلية الفيزياء النظرية في معهد الدراسات المتقدمة في دبلن في إيرلندا حيث ظل حتى اعتزاله العمل عام 1955. ومع أنه ثابر على البحث النظري في الفيزياء فإن أشهر أعماله في دبلن كان كتابا صغيرا نشر عام 1944 بعنوان ما هي الحياة؟ حاول فيه أن يبين هل يمكن أن تفسر القفزات الكمومية ظواهر بيولوجية كالوراثة مثلا. ومع أن وجهات نظر شرودنغر البيولوجية كان قد استبدل بها تطورات أحدث عهدا في مجالها كاكتشاف جزيء الحمض الريبي النووي المنقوص الأكسجين (الدي إن أيه DNA) فإن كتابه فاز بشعبية واسعة شجعت عددا من الفيزيائيين على دراسة البيولوجية الجزيئية.
وقد عاد شرودنغر بعد اعتزاله عام 1955 من دبلن إلى محبوبته فيينا حيث منح كثيرا من آيات التكريم ولم ينقطع عن التأمل في مسائل الفيزياء والبيولوجيا إلى أن وافته المنية عام 1961.

### حياته الشخصية
| {\displaystyle i\hbar {\frac {\partial }{\partial t}}\Psi ={\hat {H}}\Psi } |

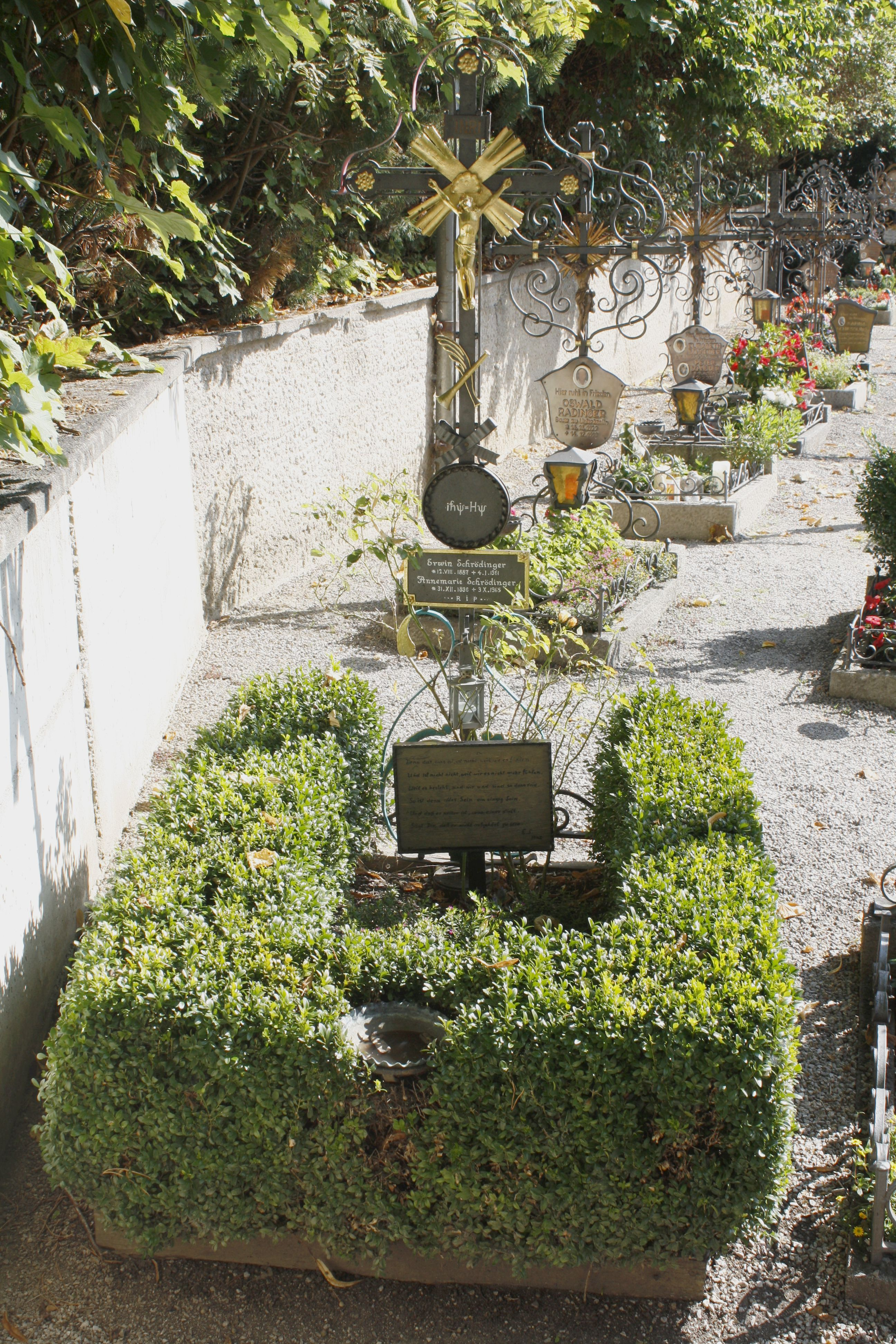
مقبرة آنا ماري وإرفين شرونغر، مكتوب على اللوحة نص لمعادلة شرودنغر المعتمدة على الزمن في شكلها العام:

ولد إرفين شرونغر في فيينا عندما كانت مركز أوروبا الثقافي وعاصمة الإمبراطورية النمساوية-المجرية التي تفككت. وكان أسرة شرودنغر في وضع مالي جيد جدا، فكان لديه الوقت والقدرة على التعرف على عراقه فيينا التاريخية وثروتها الثقافية، وعلم الوالدان ابنهما تقدير الفنون والتمتع بمتابعة المعرفة ذاتها، ولم يمض وقت طويل على إرفين في فيينا حتى نما لدية حب جارف للحياة والاهتمام بالبيولوجيا.
كان إرفين مغرما بالأدب ويستمتع بالشعر واللغات. وكان مثل آينشتاين لا يألف التعلم بطريقة الصم من دون فهم، ولكن لم ينم لدية مثلما فعل آينشتاين في سنوات دراسته كره للسلطة. وكان إرفين يفضل أن ينظم مقرراته وفق ذوقة الخاص ونال درجات عالية في دروسه. وفي عام 1906 دخل جامعة فيينا حيث درس الفيزياء التقليدية، وكان أحد موضوعات دراسته في فيينا فيزياء الأوساط المتصلة التي زودته بأداه فكرية لفهم نظرية الضوء الموجية. فكان فهمه هذا ذا أهمية حاسمة في صياغة معادلة الموجة (موجة دي بروي) التي أنجزها فيما بعد.
تزوج إرفين شرودنغر من أنى ماري بيرتل (آني) في 6 إبريل عام 1920، وكانت بجانبه عندما أصيب بالسل في بداية العشرينيات وعاشت معه فترة كبيرة من حياته في مصحه بأروسا في كانتون غراوبوندن أحد أقاليم سويسرا وفي ذلك الوقت استطاع صياغة معادلته الموجية.
إمتلك شرودنغر حياة غير تقليدية، فعندما هاجر إلى ايرلندا عام 1938 حصل على تأشيرة سفر لنفسه ولزوجته ولسيدة أخرى تسمى هيلد مارش والتي كانت زوجة أحد زملائة النمساوين وأنجب منها بنت في عام 1934. كتب شرودنغر رسالة بنفسه إلى تاوسيتشش رئيس وزراء دولة إيرلندا، وإلى إيمون دي فاليرا رئيس إيرلندا في ذلك الوقت ليستطيع الحصول على تأشيرة سفر لمارش. وأنجب شرودنغر العديد من البنات من إمراتين مختلفتين أثناء إقامته في إيرلندا. ويخطو حفيده البروفيسور تيري رودلف خطاه في مجال ميكانيكا الكم، ويقوم بالتدريس في كلية امبريال بلندن.
توفي إرفين شرودنغر في 4 يناير عام 1961 بعد صراع كبير مع مرض السل عن عمر يناهز 73 عاما في فيينا، ودفن في كنيسة كاثوليكية بمدينة ألباخ (Alpbach) بولاية تيرول بالنمسا، بالرغم من كونه ملحدا. فقد وافق القس المسئول عن الكنيسة على مراسم دفنه بعدما علم بأنه عضو في الأكاديمية البابوية للعلوم.
وتوفيت زوجته آني (والتي ولدت في 3 ديسمبر عام 1896) في 3 أكتوبر عام 1965 أي بعده بأربع سنوات.

## إسهاماته
جاء اكتشاف شرودنغر لمعادلتة الموجية نتيجة دمجة عمل دي بروي، المتعلق بطبيعة الإلكترون الموجية بالهيكل الرياضي الذي إبتكره وليم هاملتون لميكانيك نيوتن، وأدت مهارته في التوفيق بين عملي هذين الفيزيائيين إلى صياغة معادلة ذات شأن عزين عند الفيزيائيين في العصر الحديث ، وقد أقر بذلك عام 1933 عندما تقاسم هو وبول ديراك جائزة نوبل للفيزياء. ولم يكن شرونغر ينظر إلى الإلكترون كجسيم وإنما كموجة حقيقية تنتشر في الفضاء بمختلف التوضعات، لذلك رفض تأويل بورن الإحصائي لميكانيكا الكم، كما رفض المثنوية للمادة. وقد أثارت معارضته لتفسير ميكانيك الكم على النحو الذي إقترحه بورن حوارا وديا ولكنه طويل الأمد مع بورن إمتد إلى كل ما بقى لهما من مسيرتهما العلمية. كما صاغ أيضا معادلته الموجية لأنه كان يكره فكرة القفزات الكمومية، لذلك حاول أن يعود إلى نوع من الوصف التقليدي الاستمراري بأن عالج الطيف على أنه حل لمسأله القيمة الذاتية، وفكر أنه إذا كانت صيغ الاهتزاز المنفصلة في منظومة كلاسيكية (كوتر كمان مثلا) يمكن الحصول عليها بصفتها حلا لمسأله القيمة الذاتية.
كان شرودنغر عالما نظريا لامعا نأي بنفسه عن نظرية بور في الذرّة، لأنه كان يمقت فكرة مدارات الإلكترون المميزة وقفزاته المنفصلة من مدار إلى آخر. فكان ضليعا في ميدان المعادلات الموجية التقليدية وفي حلول المسائل التي تطرحها النظم المهتزة كالأوتار لدى نقرها مثلا، أو الصفائح المهتزة. وكان بتوجهه هذا إلى الفيزياء التقليدية ومخالفته نموذج ذرة بور محابيا جدا لنظرية دي برولي الموجية في المادة، لأنه كان يرى فيها طريقة جديرة بأن يستبدل بنموذج بور المنفصل وبالميكانيك المصفوفي معادلة موجية وحيدة للإلكترون يمكن أن نحصل منها على كل خواص نموذج بور.

## إرثه

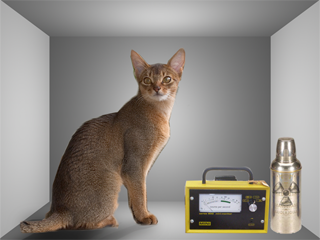
قطة شرودنغر: هي تجربة ذهنية قدمها إرفين شرودنغر ليبين فيها المشاكل التي رآها بتفسير كوبنهاغن وتأثير الوعي الإنساني في عملية الرصد والقياس الفيزيائي خصوصا في الحالات الكمومية. العلبة تحتوي ذرة متفككة، في حال أصدرت الذرة جسيما باتجاه عداد غايغر ينطلق سم سيانيد قاتلا القطة، الاتجاه المعاكس لا يقتل القطة. بدون الاستعانة برصد بشري مباشر تكون حالة الذرة المتفككة عبارة عن دالة موجية باحتمال 50 % إطلاق جسيم بالاتجاه القاتل و 50 % بالاتجاه غير القاتل أي أن حالة القطة هي حالة مركبة من الموت والحياة.

أثار مفهوم قطة شرودنغر العديد من التساؤلات الفلسفية والفيزيائية من لحظة طرحه وحتى الآن ويعتبر هذا المفهوم من أهم ما قدمة شرودنغر في حياته العلمية. ولكن تعتبر معادلة شرودنغر هي أهم إسهاماته وبسبب هذة المعادلة التفاضلية جزئية سمى شرودنغر بوالد ميكانيكا الكم.
في الفترة ما بين عامي 1983 و 1997، كانت صورة إرفين شرودنغر على ثاني أكبر فئة عملة في النمسا وهي ورقة 1000 شلن.

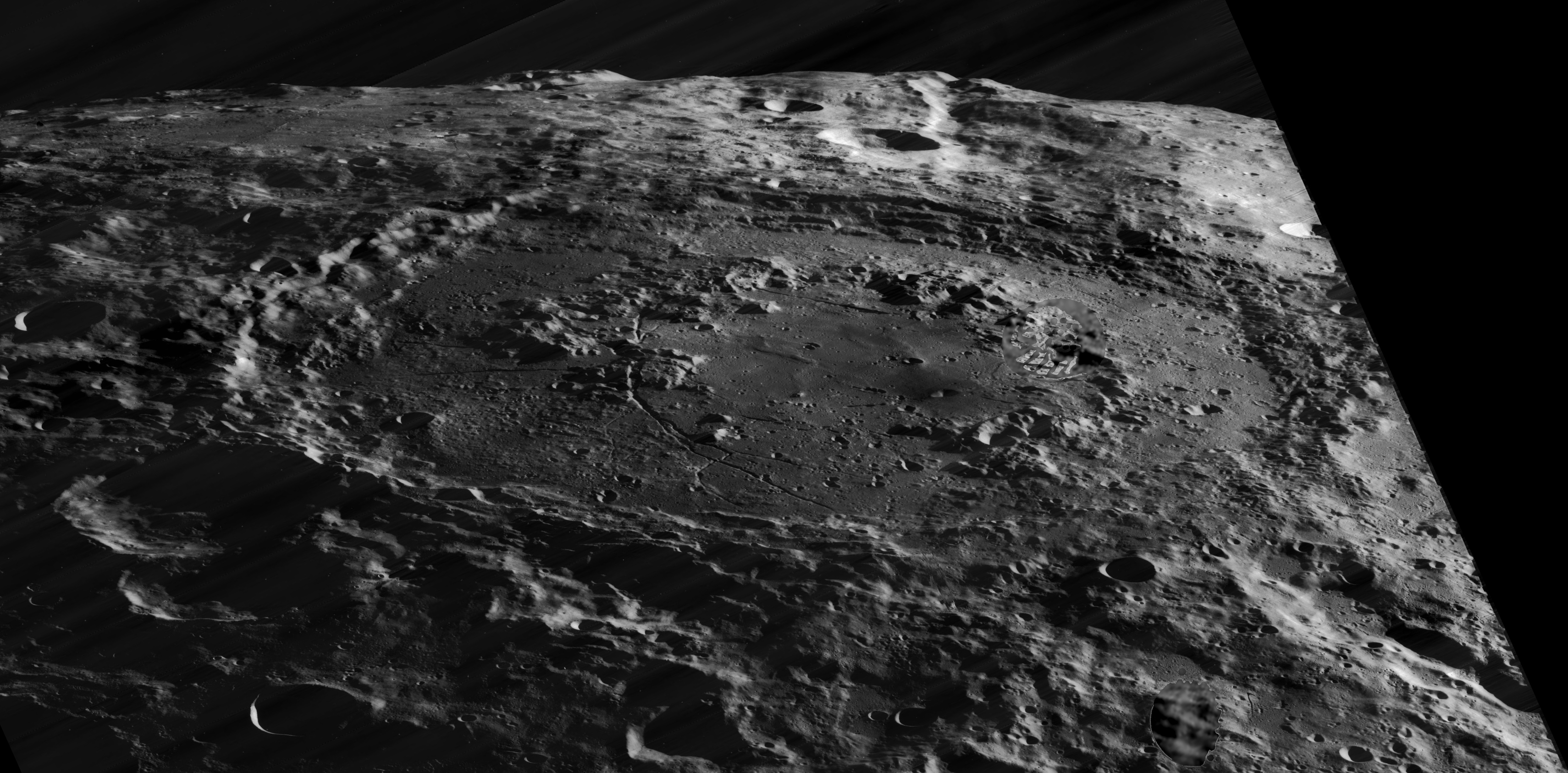
فوهة شرودنغر على الجانب البعيد من سطح القمر

كما أطلق اسم شرودنغر على إحدى الفوهات التي تقع في الجانب البعيد من القمر. وفي عام 1993 أنشيء معهد إرفين شرودنغر الدولي للفيزياء الرياضية في فيينا. وسمى أحد المباني في جامعة ليمريك بأيرلندا على اسمه ، وكذلك الحال في أدلرشولف ببرلين. كما احتفلت جوجل دودل بالذكرى 126 لوفاته.

## التكريمات والجوائز
أطلق اسم شرودنغر على العديد من النظريات والمفاهيم مثل
- قطة شرودنغر.[45]
- تصور شرودنغر.
- معادلة شرودنغر.

كما تلقى شرودنغر العديد من التكريمات والجوائز في حياته منها:
- جائزة نوبل في الفيزياء لعام 1933 بسبب صياغته لمعادلة شرودنغر والتي تصف كيفية تغير الحالة الكمومية لنظام فيزيائي مع الزمن.
- ميدالية ماكس بلانك في عام 1937.[47]
- انتخب كعضو أجنبي في الجمعية الملكية بلندن عام 1949.
- كان أول من حصل على جائزة إرفين شرودنغر من أكاديمية العلوم النمساوية عام 1958، والتي سميت تينما باسمه ومنذ ذلك الحين وهي تعطي سنويا لعلماء النمسا في الرياضيات والعلوم الطبيعية.
- ميدالية في العلوم والفنون في عام 1957.

## مؤلفاته
- أربع محاضرات في الميكانيكا الموجية في عام 1928.
- الديناميكا الحرارية الاحصائية في عام 1945
- ما هي الحياة؟ ونشر عام 1944 .
- الزمكان ونشر عام 1950.[48]

## وصلات خارجية
- إرفين شرودنغر على موقع الموسوعة البريطانية (الإنجليزية)
- إرفين شرودنغر على موقع مونزينجر (الألمانية)
- إرفين شرودنغر على موقع ميوزك برينز (الإنجليزية)
- إرفين شرودنغر على موقع إن إن دي بي (الإنجليزية)
- إرفين شرودنغر على موقع ديسكوغز (الإنجليزية)
- السيرة الذاتية لشرودنجر بالإنجليزية (موقع جائرة نوبل).
- السيرة الذاتية لشرودنجر بالإنجليزية (موقع الموسوعة البريطانية).
- السيرة الذاتية لشرودنجر بالإنجليزية (موقع الموسوعة).